# Álvaro de Bazán (F-101)
La fragata Álvaro de Bazán (F-101) es una fragata de la Armada, cabeza de la clase a la que da nombre. Fue botada en los astilleros de Izar (actualmente Navantia) en Ferrol el 31 de octubre de 2000 y está en activo desde el 19 de septiembre de 2002. Fue nombrada así en recuerdo del almirante español del siglo XVI Álvaro de Bazán, marqués de Santa Cruz de Mudela (Ciudad Real).

## Diseño y construcción

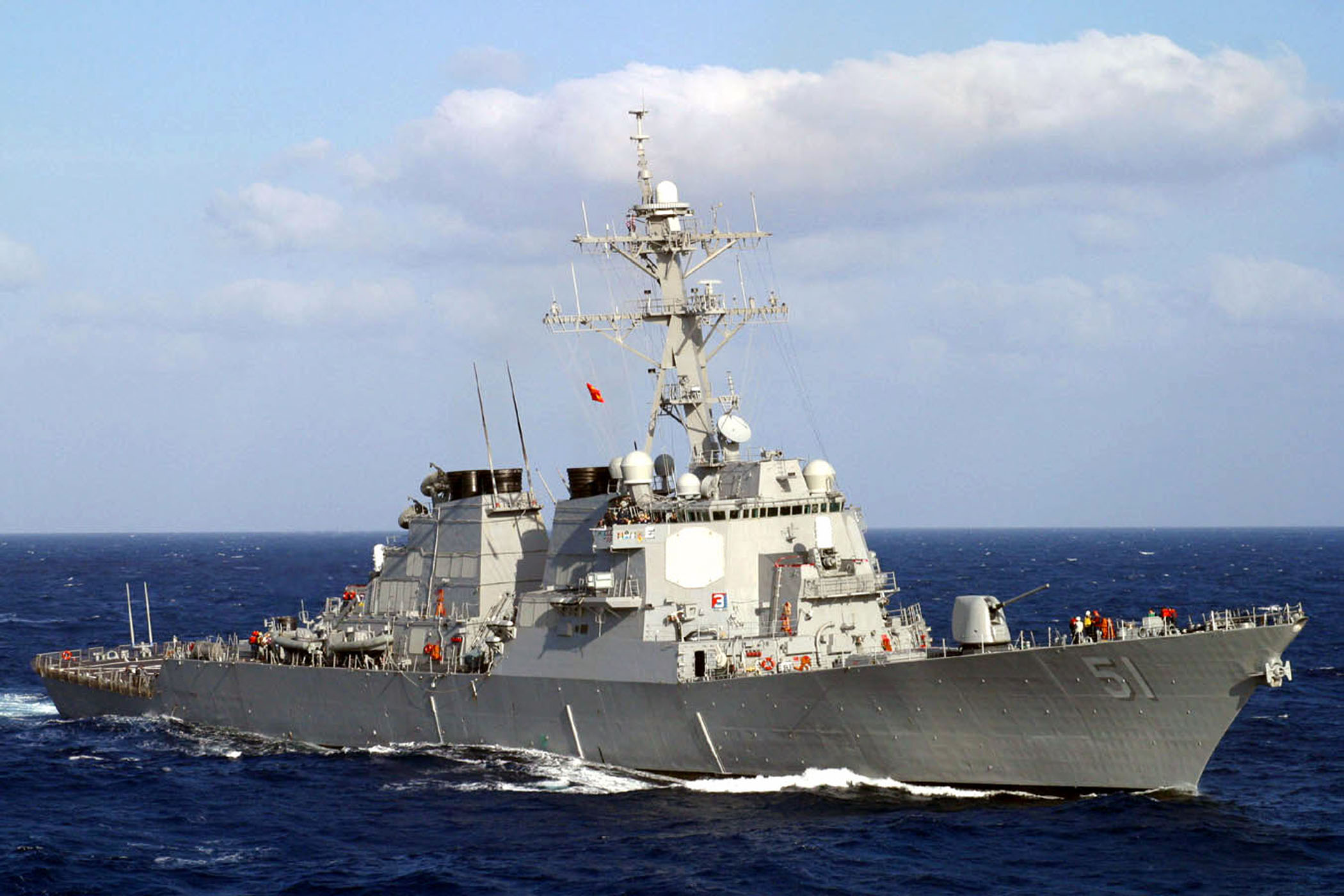
Un destructor estadounidense de la Clase Arleigh Burke, en la que están inspiradas las fragatas españolas de la clase Álvaro de Bazán. En concreto este es el USS Arleigh Burke (DDG 51), fotografiado en 2003.

Como el resto de su clase, fue desarrollada en los astilleros Izar (Ferrol) con un coste de seiscientos millones de euros.
Al igual que las demás fragatas F‑100 clase Álvaro de Bazán, son los primeros buques de guerra europeos que cuentan con el sistema de combate Aegis, de origen estadounidense, y un radar capaz de detectar aeronaves en un radio de quinientos kilómetros, aunque el margen de detección se reducirá según el tamaño del objetivo y su altura. Tiene capacidad para detectar y seguir hasta noventa blancos móviles y dirigir los proyectiles antiaéreos y de superficie.
Son los primeros buques españoles con casco de protección balística de acero de alta resistencia. Completa su protección con motores montados sobre piezas elásticas, que no transmiten ruido al casco, por lo que son más difícilmente detectables por submarinos. Durante la fase de desarrollo, se puso especial énfasis en el diseño de las formas del buque con el objetivo de minimizar su «eco» de radar. Las F-100 están equipadas también con sistemas de contramedidas y guerra electrónica Indra Aldebarán, de diseño y fabricación española, y un sistema acústico antitorpedos AN/SLQ-25A Nixie. 
Dispone de dos lanzadores cuádruples de misiles antibuque AGM-84 Harpoon; dos lanzadores dobles de torpedos Mk-46; un cañón tipo Mk-45 de cinco pulgadas con capacidad de disparo de veinte proyectiles por minuto y 23 km de alcance; y un lanzador vertical Mk-41 con cuarenta y ocho celdas; cuatro lanzachaff que emiten señuelos para confundir a los misiles enemigos, y un helicóptero SH-60B Seahawk, preparado para la lucha antisubmarina y antisuperficie.
Las capacidades de la fragata se verían colmadas con la instalación de un sónar remolcado ATAS y la integración de los cohetes guiados ASROC en los VLS Mk41 para completar sus capacidades ASW. Para este fin, la fragata posee la correspondiente reserva de peso y espacio y se espera a disponer de fondos para su instalación.

## Historial

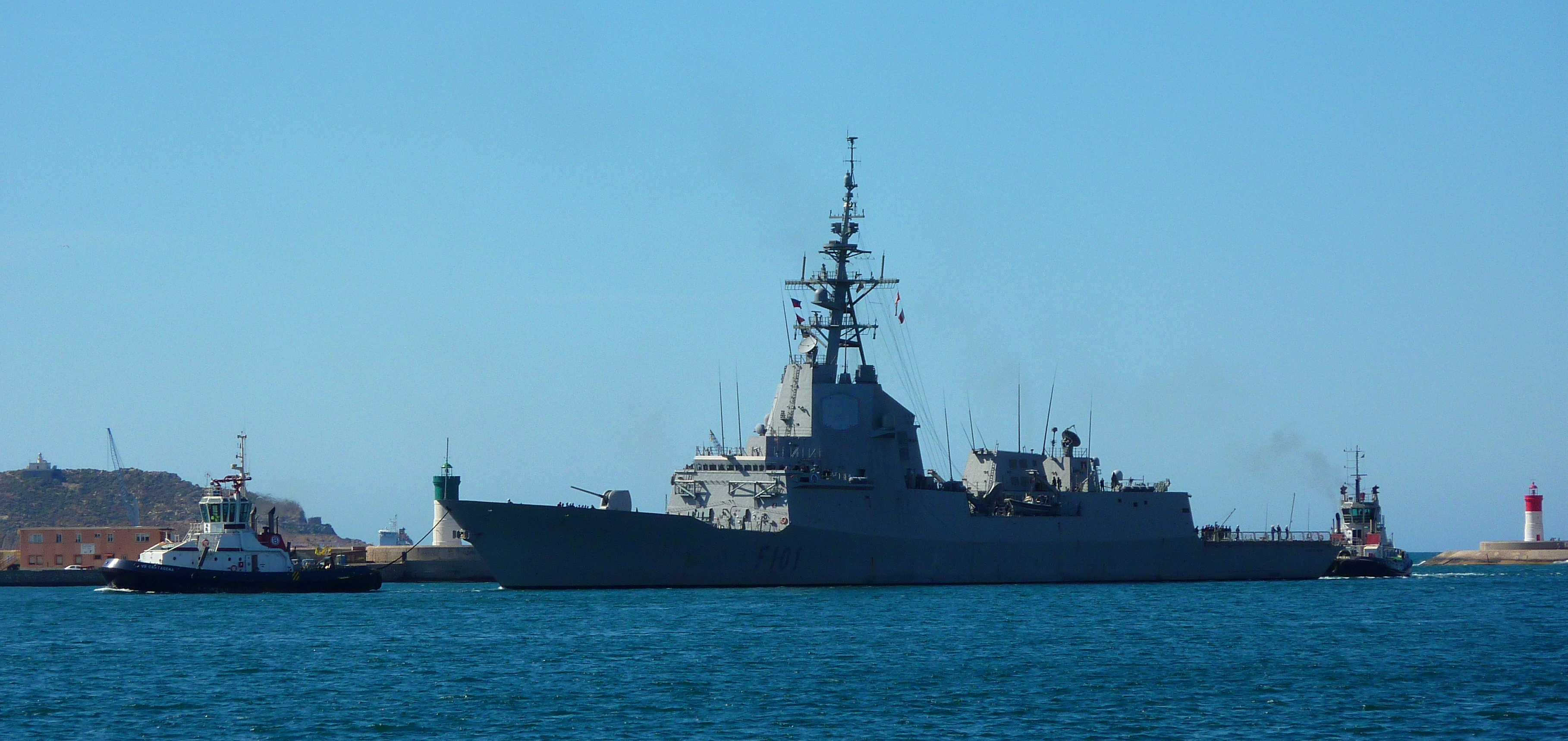
Entrando en la Base Naval de Cartagena en 2009.

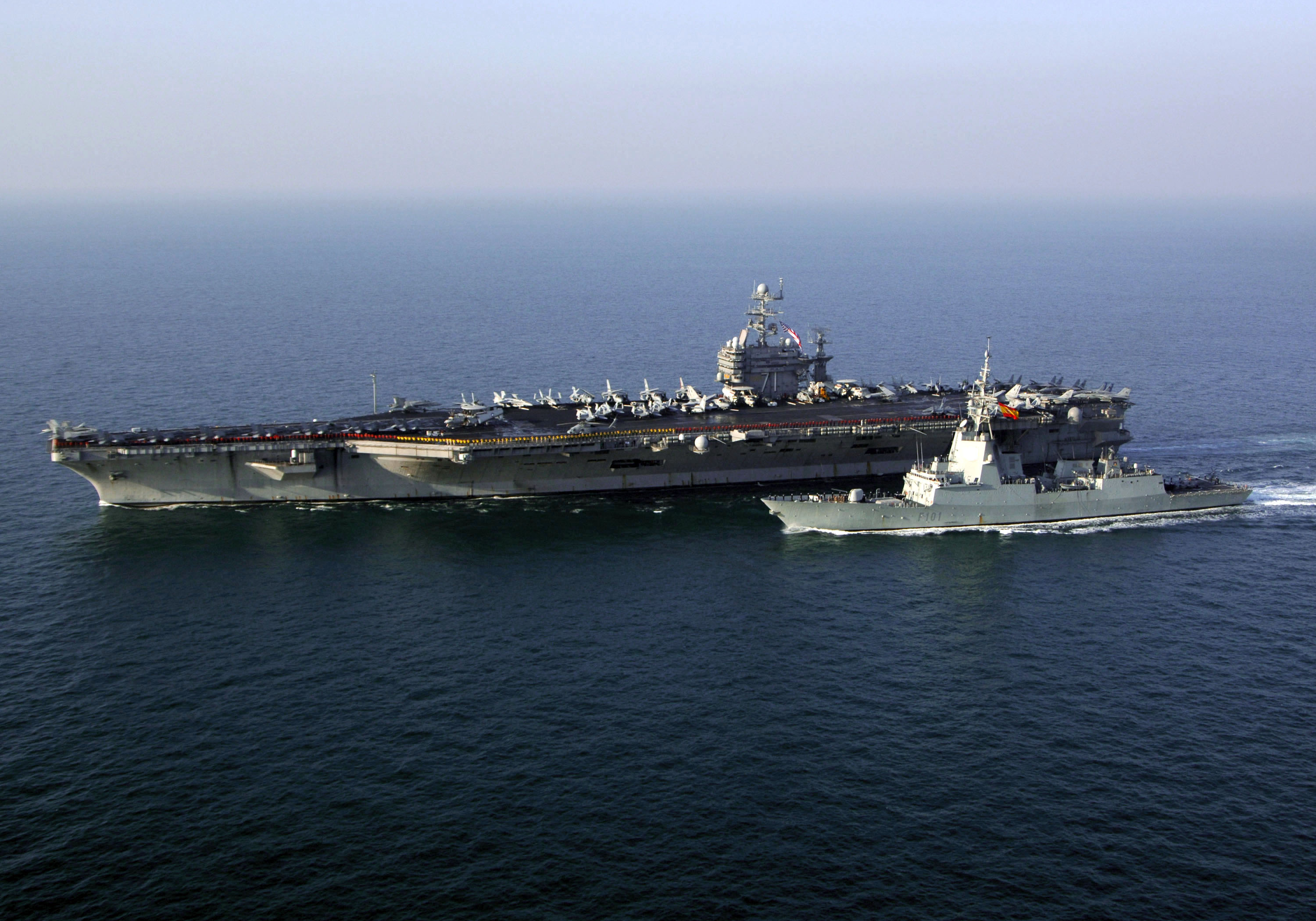
La fragata Álvaro de Bazán navegando junto al grupo de ataque del portaviones nuclear estadounidense USS Theodore Roosevelt en 2005.

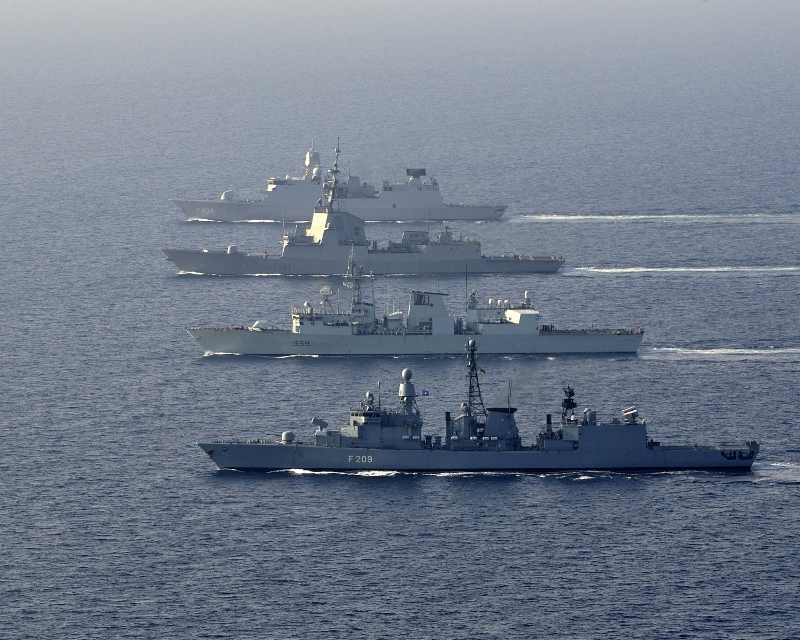
De arriba abajo; la fragata neerlandesa Hr.Ms. De Ruyter (F804), la española Álvaro de Bazán (F‑101), la canadiense HMCS Charlottetown (FFH 339) y la alemana Rheinland-Pfalz (F209) navegando juntas en 2012.

La F-101 Álvaro de Bazán, que entró en servicio el 19 de septiembre de 2002, pasó dos meses en distintos puertos de los Estados Unidos en el verano de 2003  realizando durante ese periplo pruebas de lanzamiento de misiles junto con el USS Mason durante quince días.
La unidad integró el ejercicio combinado UNITAS en Argentina durante el año 2003.
Fue el primer buque español que ha colaborado junto a la marina estadounidense como parte de un grupo de combate naval en el que escoltó al portaaviones USS Theodore Roosevelt entre septiembre de 2005 y marzo de 2006, para lo cual tuvo que realizar una fase de adiestramiento en la costa este de los Estados Unidos entre mayo y julio de 2005.
En marzo de 2007, y como parte de su viaje de circunnavegación, estuvo en Australia, estimándose este hecho como fundamental para la consecución del contrato de tres unidades de Clase Hobart, basadas en el diseño de las F-100 para Australia. En este viaje, se convirtió en el primer buque de guerra español que realiza una circunnavegación 142 años después de la fragata blindada Numancia.
Junto a las fragatas Méndez Núñez de su misma clase y la Navarra de la clase Santa María, con sus respectivas unidades aéreas embarcadas, realizaron el 11 de septiembre varios ejercicios en los que participaron los alumnos de la Escuela Naval en la ría de Pontevedra.
El 3 de enero de 2010, zarpó de su base de Ferrol con rumbo a San Diego para realizar pruebas de calificación del Sistema de Combate, en las cuales se lanzaron con éxito cinco misiles de defensa antiaérea Evolved Sea Sparrow. Junto a la Álvaro de Bazán, participaron los destructores de clase Arleigh Burke USS Dewey y USS Wayne E. Meyer. En su retorno a España, hizo escala en Petit Goave, donde se encontraba el buque de asalto anfibio Castilla en misión humanitaria tras el terremoto de Haití de 2010. Finalmente, arribó a Ferrol el 31 de marzo de 2010.
El 29 de septiembre de 2011, zarpó desde su base en Ferrol para unirse a la vigilancia marítima de la operación Unified Protector de la OTAN, retornando a la base naval de Rota el 2 de noviembre tras la caída del régimen de Muamar el Gadafi, arribando finalmente a su base en el arsenal militar de Ferrol el 5 de noviembre
El 10 de marzo de 2012, zarpó desde la base de Rota con destino al Mediterráneo oriental para unirse a la SNMG‑1 en el seno de la operación Active Endeavour, cuya misión es la detección, disuasión y protección contra buques sospechosos de actividades terroristas. En el transcurso de este despliegue, realizó ejercicios en el Mediterráneo con el grupo de combate del USS Enterprise
Entre el 2 y el 5 de julio de 2012, participó junto a las fragatas Almirante Juan de Borbón y Méndez Núñez, el buque de aprovisionamiento logístico Cantabria, el submarino Galerna y aeronaves AV-8B de la 9.ª escuadrilla de aeronaves de la Armada en el ejercicio MAR‑22 en la costa atlántica de Galicia.
El 4 de octubre de 2013, zarpó desde su base en Ferrol con rumbo a Barcelona para relevar a la Blas de Lezo como buque de mando de la agrupación permanente de escoltas de la OTAN (SNMG‑2). Tras producirse el relevo en Barcelona el 13 de octubre, auxilió a quince inmigrantes que pretendían cruzar en una embarcación neumática de juguete desde África a la Península en el mar de Alborán, mientras llegaba la embarcación de salvamento civil Denébola y la patrullera de la Guardia Civil Río Almanzora A comienzos de diciembre de 2013 recibió en el Golfo de Adén abastecimiento de combustible desde el  Cantabria (A‑15) que retornaba tras su cesión de un año a Australia. A comienzos de marzo de 2014, auxilió a un dwon yemení que se encontraba a la deriva y sin combustible en aguas del golfo de Adem. Tras ser relevada por la Cristóbal Colón, retornó a su base en Ferrol el 31 de marzo de 2014.
El 11 de julio de 2014 se aprovechó el regresó a su base en Ferrol de la Cristóbal Colón procedente de la operación Atalanta y que los otros cuatro buques de la clase se encontraban en su base en Ferrol, para que por primera vez, las cinco fragatas de su clase realizaran ejercicios de adiestramiento conjunto como parte de la 31.ª Escuadrilla de Escoltas de la que forman parte.
En septiembre de 2014, junto con la Méndez Núñez participó en los ejercicios del Ejército del Aire DACEX-14 (Defensa Aérea de Canarias).
A principios de septiembre de 2015 participó en el ejercicio de la OTAN Dynamic Guard en aguas del golfo de Cádiz, en el que también participaron la  Canarias y el  Cantabria.
En octubre de 2015 participó en los ejercicios multinacionales Trident Juncture 2015, que tuvieron lugar en España, Italia y Portugal.
El 14 de enero zarpó desde Ferrol para incorporarse como buque de mando a la agrupación permanente de la OTAN SNMG-1. A principios de junio fue relevada como buque de mando en la citada agrupación por la Méndez Núñez, para volverle a dar el relevo a finales de septiembre de 2016.
Entre el 22 de junio y el 22 de noviembre de 2020 permaneció desplegada como buque de mando de la agrupación naval permanente número 2 de la OTAN en aguas del Mediterráneo y el mar Negro, puesto en el que fue relevada por la Cristóbal Colón. Durante este despliegue, participó en los ejercicios multinacionales Sea Breezze, Breeze, Dynamic Mariner, Dynamic Guard y Mavi Balina.

### Buques de la clase
- Almirante Juan de Borbón (F-102)
- Blas de Lezo (F-103)
- Méndez Núñez (F-104)
- Cristóbal Colón (F-105)

### Buques similares
- Clase Fridtjof Nansen
- Clase Hobart

### Secuencias de designación
Clase Júpiter→Clase Pizarro→Clase Baleares→Clase Santa María→Clase Álvaro de Bazán→Clase F-110 (prevista)

### Listas relacionadas
Fragatas con motor de la Armada Española